# نیکولاس میکلوهو-مک‌لی
نیکولاس میکلوهو-مک‌لی (Nicholas Miklouho-Maclay) (روسی: Никола́й Никола́евич Миклу́хо-Макла́й)‏ (زادهٔ ۱۷ [سبک قدیمی، ۵] ژوئیه ۱۸۴۶ – درگذشتهٔ ۱۴ [سبک قدیمی، ۲] آوریل ۱۸۸۸) کاوشگر، قوم‌شناس، انسان‌شناس و زیست‌شناس اهل روسیه بود و به عنوان یکی از نخستین دانشمندانی مشهور شد که در میان مردمان بومی گینه نو، مردمی که هیچگاه یک اروپایی را ندیده بودند، ساکن شده و به مطالعه آنها پرداخت.
میکلوهو-مک‌لی یک قسمت اعظم عمر خود را در سفر و راه‌اندازی پژوهش‌های علمی در خاورمیانه، استرالیا، گینه نو، ملانزی و پلی‌نزی سپری کرد. او استرالیا را به عنوان کشور اصلی خود پذیرفته و شهر سیدنی به زادگاه خانوادگی وی مبدل شد.
او به یکی از شخصیت‌های اصلی علوم قرن نوزدهم در استرالیا مبدل شده و در مسائل قابل‌توجه تاریخ استرالیا و گینه نو دخیل شد. میکلوهو-مک‌لی که در روزنامه‌های استرالیایی مقاله می‌نوشت، مخالفت خود را با کار اجباری و تجارت برده در استرالیا («blackbirding»)، کالدونیای جدید و اقیانوس آرام اظهار داشته و در همان حال با گسترش مستعمره بریتانیا و آلمان در مناطق گینه نو مخالفت کرد. طی مدتی که در استرالیا حضور داشت، او نخستین پایگاه پژوهش زیست‌شناختی را در نیم‌کره جنوبی تأسیس کرد، به عنوان عضو جامعه لنین در نیو ساوت ولز انتخاب شد، در تأسیس انجمن زیست‌شناختی استرالیا نقش اساسی داشت، در باشگاه نخبه استرالیا باقی ماند، با شخصیت سیاسی و دانشمند آماتور پیشتاز سِر ویلیام مک‌لی صمیمی شده و با مارگاریت-ایما رابرتسن که دختر استاندار نیو ساوت ولز بود، ازدواج کرد. هر سه نوه وی، به بهبود زندگی عمومی در استرالیا کمک اساسی کرده‌اند.
امروزه از میکلوهو-مک‌لی که یکی از نخستین طرفداران چارلز داروین بود، همچنین به عنوان دانشمندی یادآوری می‌گردد که با استناد بر پژوهش مقایسه‌ای خود از کالبد انسان، یکی از نخستین انسان‌شناس‌های بود که این نظریه رایج که، نژادهای مختلف بشر متعلق به گونه‌های مختلف بود، را رد کرد.

## اجداد و سال‌های اولیه زندگی
میکلوهو-مک‌لی در یک اردوگاه موقتی کارگران در شهرستان بوروویچی (آویزد)، فرمانداری نووگورود (حالا، شهرستان اکلوسکی در استان نووگورود) در روسیه زاده شد و فرزند یک مهندس عمران بود که روی ساخت راه‌آهن مسکو-سن پترزبورگ کار می‌کرد. پدر اوکراینی وی، نیکولای الییچ مایکلوخا در ۱۸۱۸ میلادی در استارودوب در فرمانداری چرنیگوف به‌دنیا آمده و از نوادگان استیپان مایکلوخا بود، استیپان مایکلوخا یک قزاق زاپوریژیایی بود که کاترین دوم لقب نجیب‌زادگی را برای شجاعت نظامی‌اش در جریان جنگ روسیه و ترکیه (۱۷۸۷ – ۱۷۹۲ میلادی) که شامل تصرف قلعه اوچاکیف نیز می‌شد، برای وی اعطاء نمود. در واقع، نسب قزاقی او بسیار گسترده بوده و همچنین شامل رئیس قبیله زاپوریژیایی، اوخریم مایکلوخا نیز می‌شد، کسی که بعدها به الگوی نخستین شخصیت اصلی تاراس بولبا در اثری از نیکلای گوگل به همین نام مبدل شد. پدر بزرگ و مادربزرگ پدری وی دوستان گوگول بودند. میکلوهو-مک‌لی در مورد تبار خود، چنین نوشت:
اجداد من در اصل از اوکراین و از تبار قزاق‌های زاپوریژیایی از رود دنیپر بودند. پس از ضمیمه شدن اوکراین به روسیه، استیفان که یکی از اجداد خانواده بود، تحت فرماندهی ژنرال رومینزوف به عنوان استونیک (افسر عالی‌رتبه قزاق) خدمت کرد و برای اینکه در حمله به قلعه ترکی اوچاکیف خود را ثابت کرده بود، کاترین دوم به وی درجه اشرافی بخشید…
پدر نیکولاس، مایکولا مایکلوخا از نیژین لیسیوم (نیژین) فارغ‌التحصیل شد، تمام راه تا سن پترزبورگ را با پای پیاده پیمود و در آنجا در مؤسسه مهندسی راه‌آهن پذیرفته شد. او در ۱۸۴۰ میلادی از این مؤسسه فارغ شده و به عنوان مهندس به وی مأموریت سپرده شد تا در راه‌آهن مسکو-سن پترزبورگ کار کند. پس از انتصاب وی به عنوان نخستین رئیس ایستگاه راه‌آهن موسکوفسکی در سن پترزبورگ، مایکلوخا خانواده‌اش را به این شهر منتقل نمود. او در دسامبر ۱۸۵۷ بر اثر بیماری سل درگذشت و هنگام مرگ وی، همسر و پنج فرزند وی در قید حیات بودند. قبل از مرگ، مایکلوخا برای فرستادن ۱۵۰ روبل به تاراس شوچنکو، از شغلش اخراج شده بود.
مادر نیکولاس که اکاتترینا سِمِنوفنا (نام تولد، بیکر) نام داشت، دارای اصالت آلمانی و لهستانی بود (سه برادر وی در قیام ژانویه ۱۸۶۳ شرکت نموده بودند). پس از ۱۸۷۳ میلادی، خانواده میکلوهو-مک‌لی یک خانه بزرگ در حومه شهر که با زمین احاطه شده بود را در مالین که ۱۰۰ کیلومتر (۶۲ مایل) در شمال‌غرب کی‌یف در منطقه پولیشه واقع شده بود، را خریداری نموده و در آن زندگی نمودند.
یکی از برادران نیکولاس به‌نام سرجی در شهر میلین قاضی شد و در نهایت در آنجا درگذشت. یکی دیگر از برادران وی که میخائیل نام داشت، زمین‌شناس شد. برادر سومی وی، ولادیمیر، یکی از کاپیتان‌های کشتی دفاع ساحلی آدمیرال اوشاکوف بود که در نبرد تسوشیما شرکت نمود و در جریان آن جنگ هلاک شد. هر دو برادر وی، میخائیل و ولادیمیر، عضو سازمان انقلابی روسیه موسوم به نارودنایا ولیا بودند.
نیکولاس در ۲۱ ژوئیه ۱۸۴۶ توسط کشیش ایوان اسمیرنوف در کلیسای شیگرینسکایای نیکولاس شگفت‌انگیز، غسل تعمید داده شد. پدربزرگ وی نیکولاس ریدیجیَر یک زمین‌دار از شهرستان بوروویچی بود، کهنه‌سربازی که در حمله ۱۸۱۲ فرانسه به روسیه و در جنگ بورودینو نیز شرکت کرده بود.

## آموزش و تحصیلات
نیکولاس در ۱۸۵۸ میلادی در کلاس سوم یک مدرسه لوتران آلمانی در کلیسای سنت آنا در سن پترزبورگ پذیرفته شد. در جریان مدتی که او، همراه با برادرش سرجی، در جیمنیزیوم دوم سن پترزبورگ درس می‌خواند (۱۸۵۹ – ۱۸۶۳ میلادی)، به دلیل شرکت در تظاهرات دانشجویان دستگیر گردیده و برای چند روز در قلعه پیتر و پل زندانی شد. دانشجویان جوان توسط نویسنده روسی آلکسی تولستوی که دوست پدر نیکولاس بود، نجات داده شد. در ۱۸۶۳ میلادی، نیکولاس بدون اینکه جیمنیزیوم را به پایان برساند، به عنوان شنونده در دانشگاه سن پیترزبورگ پذیرفته شد، اما پس از تنها دو ماه، او در فوریه ۱۸۶۴ به‌خاطر «نقض قوانین» از دانشگاه اخراج شده و از دریافت تحصیلات عالی در امپراتوری روسیه ممنوع شد. او در مارس همان سال، با استفاده از یک گذرنامه جعلی، به خارج از کشور رفت تا تحصیلات عالی خود را در دانشگاه‌های آلمانی به اتمام برساند، جاییکه فرصت خوبی برای مطالعه و کار با دانشمندان پیشتاز اروپایی برای وی فراهم می‌کرد. او رشته علوم انسانی را در دانشگاه هایدلبرگ، رشته پزشکی را در دانشگاه لایپزیگ و رشته جانورشناسی را در دانشگاه ینا فرا گرفت، جاییکه او تحت تأثیر دانشمند بزرگ آلمانی ارنست هکل قرار گرفت و این دانشمند تأثیر اساسی روی آینده وی داشت.
مدارک درخشان دانشجویی میکلوهو-مک‌لی توجه هکل را جلب کرد و هکل او را در سفر اکتشافی زمینی به جزایر قناری در ۱۸۶۶ میلادی به عنوان دستیار خود انتخاب کرد. در جریان این سفر، میکلوهو-مک‌لی به کوسه ماهی و اسفنج دریایی علاقه‌مند شد و گونه‌های جدیدی از اسفنج دریایی را کشف نمود، او نام این گونه جدید را به افتخار گوانچه، نخستین ساکنین بربر جزایر قناری بود، گوانچه بلانکا گذاشت. او همچنین با زیست‌شناس آنتون دوهرن دوست و با وی در مسینا، ایتالیا ماند و روی ایده تأسیس پایگاه‌های پژوهشی کار کرد.